# Fissidens bushii
Fissidens bushii là một loài Rêu trong họ Fissidentaceae. Loài này được (Cardot & Thér.) Cardot & Thér. mô tả khoa học đầu tiên năm 1904.